# 參宿一
參宿一（Alnitak /ælˈnaɪtæk/) ，拜耳標示為獵戶座ζ（拉丁化名稱是 Zeta Orionis，縮寫為Zeta Ori或ζ Ori），佛氏名稱是獵戶座50  （縮寫為50 Ori）是在獵戶座的3合星系統 ，距離太陽387秒差距。它是獵戶腰帶三星之首，另外兩顆是參宿二（Alnilam）和參宿三（Mintaka）。
參宿一的主星稱為參宿一Aa（Alnitak Aa）是高溫的藍超巨星，絕對星等-6.0等，是最亮的O型恆星，視星等為2.0等。它有2顆視星等4等的藍色伴星，一顆可以在高解析下觀察到，另一顆是透過干涉和光譜測量才檢測出來；3顆星組合成的視星等為+1.77等。參宿一是獵戶座OB1星協的成員，也是科林德70的成員。

## 观测历史

參宿一和太陽體積比較

作为猎户腰带的组成部分，参宿一在古代人尽皆知，是广为传播的文化标志。它在1819年被德国业余天文学家George K. Kunowsky报告为一颗双星。最近在1998年，罗威尔天文台（Lowell Observatory）的一个小组质疑1970年Narrabri Stellar Intensity Interferometer的观测并发现参宿一的主星有一颗邻近的伴星。参宿一星等为+2.04.

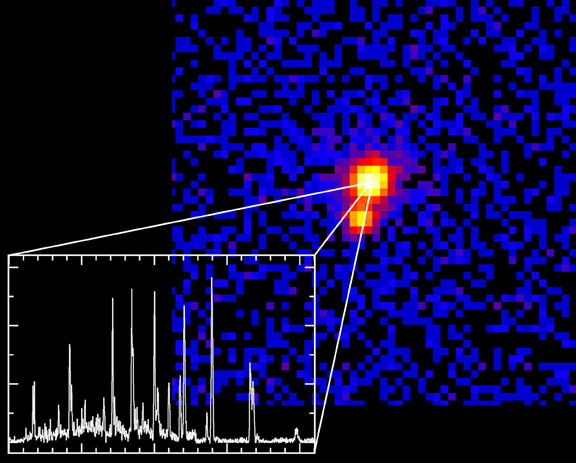
參宿一的X-ray影像，由钱德拉X射线天文台拍攝。

## 恒星系统
参宿一位于猎户腰带的东部，是一颗三合星，距太阳系800光年。主星Alnitak Aa是一颗密近双星。